# مری بدفورد
مری بدفورد (انگلیسی: Mary Bedford; ۲۷ مارس ۱۹۰۷ – ۸ سپتامبر ۱۹۹۷) شناگر اهل آفریقای جنوبی بود.